# Georg Friedrich von Kriechbaum
Georg Friedrich Freiherr von Kriechbaum und Hohenberg (* 1665 in Linz, Österreich; † 14. Februar 1710 in Hermannstadt, Siebenbürgen) war ein österreichischer Offizier und Befehlshaber der kaiserlichen Truppen in der Sendlinger Mordweihnacht und der Schlacht von Aidenbach.

## Herkunft
Seine Eltern waren Sigismund Balthasar von Kriechbaum und Hohenberg († 1688) und dessen Ehefrau die Freiin Maria Anna Kazianer von Katzenstein. Sein Vater war 1678 in den Freiherrenstand erhoben worden.

## Leben und Wirken
Georg Friedrich von Kriechbaum zeichnete sich erstmals bei der Verteidigung von Wien gegen die Osmanen im Jahr 1683 aus, später auch 1691 in der Schlacht bei Slankamen. Während des Spanischen Erbfolgekrieges wurde er 1701 zum Oberst-Inhaber eines Regiments (des späteren k.u.k. Infanterieregiments Nr. 54). 1704 verteidigte er Ivrea gegen überlegene Kräfte. Im selben Jahr wurde er zum Generalwachtmeister und 1705 zum Feldmarschallleutnant ernannt.
Bekannt ist Georg Friedrich von Kriechbaum insbesondere durch seine Unterdrückung des bayerischen Volksaufstandes in den Jahren 1705 und 1706, wobei er zunächst in der Sendlinger Mordweihnacht am 25. Dezember 1705 und anschließend in der Schlacht von Aidenbach am 8. Januar 1706 die Aufständischen der Bairischen Landesdefension regelrecht vernichtete. In Begründte Relation. Ueber die bey dem Markth Aidenbach Freytag den 8. Jänner 1706 vorgegangenen Niederlag der rebellischen Unterthanen in Bayern schilderte er aus seiner Sicht die Schlacht. Seine eigenen Verluste gibt Kriechbaum nur mit „nicht 8 Todte und Blessirte Mann und noch weniger Pferd“ an. Georg Sebastian Plinganser beziffert in seiner Rechtfertigungsschrift an den bairischen Kurfürsten Max Emanuel die Zahl der bayerischen Toten auf nur 2.000 und schätzte die Verluste des Feindes auf 300 Mann.
1706 warf er die Franzosen aus ihrer Stellung von Lucento (bei Turin) zurück. 1709 ernannte ihn Kaiser Joseph I. zum Feldzeugmeister und Kommandanten gegen die rebellierenden Kuruzen in Siebenbürgen. Nach Niederwerfung dieses Aufstandes stand Kriechbaum bis zu seinem Tod an der Spitze des Generalrates in Siebenbürgen.

## Familie
Kriechbaum heiratete 1706 seine Cousine die Gräfin Maria Josephe Kazianer von Katzenstein, Tochter des Grafen Johann Sigismund Kazianer von Katzenstein. Die Ehe war kinderlos, daher ernannte er seine Schwester Anna Maria zur Universalerbin. Seine Schwester war Oberin des Englischen Fräuleinstifts in St. Pölten.